# スパイス!!
『スパイス!!』 (SPICE) は、2006年8月5日から日本海テレビで毎週土曜日 9:25 - 10:10 (JST) に放送されている情報バラエティ番組。

## 概要
日本海テレビはこれまで金曜17:00台に自社製作の情報番組『Go!5!知っテレビ』（2005年6月まで）および『ごじきん!』（2005年7月から1年間）を放送してきたが、この番組より放送時間帯を土曜午前枠へ移動させた。さらに同局初の試みとして、大阪・松竹芸能所属の漫才コンビ「オーケイ」の岡山祐児をメインMCに据えてこの番組をスタートさせた（それまで同局の番組MCは局アナウンサーが務めるのが定例となっていた）。
その後の2009年夏にオーケイが東京に進出したこともあり、岡山は同年9月をもってこの番組のメインMCを卒業。同時期に日本海テレビに入社した下山英哉が2代目メインMCを担当することになった。
番組5周年を迎える2011年7月からのキャッチフレーズは「笑顔ファクトリー!!」。また、コーナータイトルには「四つ葉のクローバー」をデザインしたものを添えるようになった。
2010年7月30日には、200回記念として鳥取市の賀露海水浴場で、2012年7月21日は、300回記念として鳥取県伯耆町の｢大山まきばみるくの里｣で、2014年7月26日は400回記念として一畑電車出雲大社前駅前で番組の公開生放送とイベントを行った。
当初は9:25 - 10:15に放送されていたが、2010年10月2日からは放送時間が10分拡大。9:25 - 10:25の1時間放送となった。
2014年4月からLINE（IDは「@spice.nkt」）を活用し、番組へのメッセージを受け付けたりLINE限定のプレゼント、クーポンを配信している。
2015年10月からは同年4月に日本海テレビに入社した中尾真亜理（）がリポーターを担当することになった。
2016年8月6日で番組500回を迎え、オープニングテーマなどを一新。
2017年4月8日から『土曜スパイス!!』 (どようスパイス、SPICE SATURDAY) にリニューアルし、同時に中尾がMCを担当するようになった。また、2017年5月12日から毎週金曜日 15:50 - 16:50 (JST) に『金曜スパイス!!』 (きんようスパイス、SPICE FRIDAY) の放送を開始した。なお、『金曜スパイス!!』は2021年3月19日の放送で終了した｡
2021年3月20日をもって中尾が新たに『ガンバレルーヤの週末移住バラエティ 冠ルーヤ』（2021年5月15日 - ）を担当することになったため、MCを卒業（ただし、その後も不定期でリポーターを担当することがある）。
2021年4月10日からは『スパイス!!』 (SPICE) にリニューアルし、放送時間が5分拡大。9:25 - 10:30の1時間5分放送となった。
2024年3月2日は、3月3日に日本海テレビとNHK総合・鳥取がともにテレビ放送開始65周年を迎えることから、NHK総合・鳥取 『いろ★ドリ』との共同企画「スパイス!! × いろ★ドリ コラボスペシャル」で、土田翼（NHK鳥取放送局アナウンサー、『いろ★ドリ』メインキャスター）が出演した。
2024年4月6日からはモデルの橋本紗也加がリポーターを担当することになった。
2024年8月3日からは同年4月に日本海テレビに入社した村尾莉采がMCを担当することになった。
2024年9月14日をもって三浦康暉がこの番組のMCを卒業（同年9月をもって日本海テレビを退社）。2024年9月28日からは同時期に群馬テレビから移籍し、三浦の後任として日本海テレビに入社した石原綾（）（男性）がMCを担当することになった。
2024年10月7日から10月12日まではさんいんVivid（日本海テレビが鳥取県・島根県の市町村をPRするプロジェクト）における江府町WEEK!の期間にあたり、『One』16時台（2024年10月7日 - 10月11日 15:48.30 - 15:50、15:57頃 - 16:03頃、16:20頃 - 16:45）、当番組（2024年10月12日 9:25 - 10:30）、ウェブマガジン「na-na（）」にて江府町の魅力を発信する。
2024年10月19日（第863回）は30分拡大版（9:25 - 11:00）として、岡村と橋本が「ねんりんピックはばたけ鳥取2024」開会式（2024年10月19日 10:00 - 12:32。当番組には登場しなかったが、総合司会は神岡遼（日本海テレビアナウンサー）・中山紗希（日本海テレビアナウンサー）が担当し、ガンバレルーヤ（まひる・よしこ）・山本耕平・三上紗也可・森卓也が出演した）会場からイベントを中心に生中継、「スパイス!! × na-na コラボスペシャル」では村尾と谷口凛（日本海テレビ広報。na-naライター）が香港のオススメのスポットやグルメを紹介した。
2024年11月2日（第865回）は11月8日に映画「ルート29」が公開されるのを記念して、村尾が東京都内で綾瀬はるか（俳優）・大沢一菜（）（俳優）・森井勇佑（映画監督）に独占インタビュー、ロケ地のうち兵庫県宍粟市・鳥取県若桜町・鳥取市を取材した（全て日本海テレビが取材。なお、インタビューは『One』（15:48.30 - 19:00。2024年11月6日の18時台（18:15 - 19:00）、11月8日の16時台（15:48.30 - 15:50、15:57頃 - 16:03頃、16:23頃 - 16:45））でも放送された。こちらも村尾が担当）、MAIが津山城（岡山県津山市）から中継した。
2025年1月18日（第873回）は中尾真亜理（）（日本海テレビアナウンサー・女子バドミントン選手）・岩本泰平（日本海テレビアナウンサー）が山陰の民放テレビ局（日本海テレビ、TSKさんいん中央テレビ、BSS山陰放送（BSSテレビ））が共同で開催するイベント「わくわくテレビランド」（9:00 - 16:00。なお、当初は村尾莉采（日本海テレビアナウンサー。当番組のMC）も出演予定だったが欠席となった）会場のくにびきメッセ（島根県松江市）から中継し、藤井茉莉花（BSS山陰放送アナウンサー）・村上遥（TSKさんいん中央テレビアナウンサー）・町田朱理（）（オフィス気象キャスター気象予報士・防災士。2025年3月21日まで日本海テレビ『One』に出演）が出演した。
2025年3月8日（第879回）の「観光列車あめつちでGO!春に行きたい二人旅」では、奈羅尾と谷口凛（日本海テレビ広報。na-naライター）が鳥取駅 - 米子駅間を乗車した。
2025年3月22日（第881回）をもって石原がこの番組のMCを卒業した。
2025年4月5日（第882回）からは、『KICK OFF! SANIN』が日曜日 6:30 - 7:00から土曜日 10:10 - 10:30に枠移動・10分縮小するため、放送時間が20分縮小、9:25 - 10:10の45分放送となった。

## 出演者
氏名テロップには英語表記が添えられている。

### 現在の出演者

#### MC
- 奈羅尾玲子（英語: Reiko Narao、タレント・ナレーター、土曜）
- 岡村尚子（英語: Shoko Okamura、タレント、土曜、山陰めん・ドンまつり担当）
- 村尾莉采（英語: Risa Murao、日本海テレビアナウンサー）[9][10][11][12][13][14][15][16] - 2024年8月3日放送分（#855）から。

#### リポーター
- 橋本紗也加（英語: Sayaka Hashimoto、モデル）[17][18] - 原則として中海・宍道湖・大山圏域（日本海テレビ島根総局のエリアである鳥取県西部・島根県東部）担当。2024年4月6日放送分（#841）から。
- MAI（英語: MAI、モデル）[19][注 6] - 2024年11月2日放送分（#865）から。

### 過去の出演者
- 高井和代（元日本海テレビアナウンサー → 現日本海テレビ報道制作局中海圏報道制作部長補佐（松江担当）、島根総局報道記者） - 2011年6月末に夕方のニュース『ニュースevery日本海』へ異動。全国ネットにも放映される数々のぼけっぷりとクールなルックスの落差が印象的だった。現在は報道制作局中海圏報道制作部長補佐（松江担当）。なお、報道制作局中海圏報道制作部は島根総局内に置かれている。
- 岡山祐児（オーケイ） - 2009年9月26日放送分をもって卒業。
- 杉田恵理（元日本海テレビアナウンサー → 福岡放送『めんたいワイド』リポーター） - 2007年9月をもって卒業。
- 福谷清志（元日本海テレビアナウンサー → 現テレビ大阪アナウンサー）
- 改野由佳（元日本海テレビアナウンサー → テレビ愛知アナウンサー）
- 森山一葉（元日本海テレビアナウンサー → 現フリーアナウンサー）
- 下山英哉（元日本海テレビアナウンサー → 南日本放送アナウンサー） - 2009年10月3日から2017年まで。
- 山口有貴（現姓：安藤。元日本海テレビアナウンサー → 現日本海テレビ編成局）（2014年1月から出産と育児休暇のため休演し､そのまま降板。）
- 殿垣内薫（元日本海テレビアナウンサー） - 2011年7月2日放送分から。（山口アナ休演のため2014年1月からMC代行）
- 赤井祐紀（元日本海テレビアナウンサー、土曜）
- 岡﨑典子（元日本海テレビアナウンサー → 現フリーアナウンサー、金曜）
- 近藤あずみ（元日本海テレビアナウンサー、金曜） ‐ 2018年4月からリポーター。
- 大垣舞 （英語: Mai Ogaki、元日本海テレビアナウンサー → 現フリーアナウンサー、土曜） - 2020年12月19日まで[20]。
- 中尾真亜理（英語: Maari Nakao、日本海テレビアナウンサー・女子バドミントン選手、土曜） - 2015年10月から2021年3月20日（#716）まで[21][22]。『ガンバレルーヤの週末移住バラエティ 冠ルーヤ』へ異動。ただしその後もナレーターや提供読みを担当しており、また不定期でリポーターを担当することがある。2021年4月10日放送分（#717）では『冠ルーヤ』の告知のためガンバレルーヤとともにロケ現場（鳥取県米子市）から生中継[23]。2022年9月24日放送分（#780）ではお嬢祭り!（競りメンタリー・冠ルーヤ・ラブオールプレー）の告知のためスタジオからゲスト出演[24]。2024年2月17日放送分（#835）の「スパイス!! × na-na コラボスペシャル」ではオンガクお嬢FES.会場である米子コンベンションセンター（鳥取県米子市）から生中継。2025年1月18日放送分（#873）では山陰の民放テレビ局（日本海テレビ、TSKさんいん中央テレビ、BSS山陰放送（BSSテレビ））が共同で開催するイベント「わくわくテレビランド」会場のくにびきメッセ（島根県松江市）から生中継[7][注 4]。
- ガンバレルーヤ（まひる、よしこ）（英語: Ganbareruya (Mahiru, Yoshiko)） - 2021年4月10日放送分（#717）では『冠ルーヤ』の告知のため中尾真亜理とともにロケ現場（鳥取県米子市）から生中継[23]。
- 手島安里沙（英語: Arisa Tejima、愛称：てじー。ANA客室乗務員 兼 日本海テレビ編成局コンテンツ戦略部、広報（na-naライター）） - 2022年7月9日放送分（#770）の「スパイス!! × na-na コラボスペシャル」では陶芸を体験した[25][26]。2023年3月4日放送分（#797）の「スパイス!! × na-na コラボスペシャル」ではWEBマガジンna-na（ナーナ）のCA移住日記で1年間取材した中からオススメのスポットやグルメを紹介した[27][28][29][30][31]。
- 宇賀神真紀子（英語: Makiko Ugajin、愛称：うがちゃん。ANA客室乗務員 兼 日本海テレビ編成局コンテンツ戦略部、広報（na-naライター）） -  2022年7月9日放送分（#770）の「スパイス!! × na-na コラボスペシャル」ではスタンドアップパドルボードを体験した[32][26]。2023年3月4日放送分（#797）の「スパイス!! × na-na コラボスペシャル」ではWEBマガジンna-na（ナーナ）のCA移住日記で1年間取材した中からオススメのスポットやグルメを紹介した[27][28][29][30][31]。2024年2月17日放送分（#835）の「スパイス!! × na-na コラボスペシャル」ではWEBマガジンna-na（ナーナ）のCA移住日記で1年間取材した中からオススメのスポットやグルメを紹介した。
- 中山紗希（英語: Saki Nakayama、日本海テレビアナウンサー） - 2022年12月17日放送分（#789）では「とっとりSDGsシーズン2022」日本海テレビSDGsアンバサダーとしての活動と「とっとりSDGs未来都市選定記念フォーラム」（2022年12月18日・オンライン開催）告知のためスタジオからゲスト出演[33][34][35]。
- 鈴江奈々（英語: Nana Suzue、日本テレビアナウンサー） - 2022年12月17日放送分（#789）では「とっとりSDGs未来都市選定記念フォーラム」（2022年12月18日・オンライン開催）告知のため日本テレビからVTR出演[34]。
- 定常菜都子（英語: Natsuko Sadatsune、日本海テレビアナウンサー → 現日本海テレビ報道制作局報道制作部副部長、ディレクター、金曜→土曜） - 2023年3月18日（#799）まで[36][37][38][39][40]。『おびわんっ!』（チーフディレクター（月曜 - 金曜）及び「さだつねの品サダめ」（水曜）を担当）へ異動[41]。肩書きも「報道制作局制作部副部長 ディレクター兼アナウンサー」となった[42]。2024年4月1日の組織再編により報道部・制作部・アナウンス室が統合されて報道制作部となり、「報道制作局報道制作部副部長 ディレクター」となった。
- 武田真一（英語: Shin-ichi Taketa、フリーアナウンサー） - 2023年4月8日放送分（#800）では『DayDay.』ニッポン探し旅（2023年4月12日・19日放送分）の鳥取ロケの模様が放送された[43][44]。
- 山里亮太（英語: Ryota Yamasato、南海キャンディーズ） - 2023年4月8日放送分（#800）では『DayDay.』ニッポン探し旅（2023年4月12日・19日放送分）の鳥取ロケの模様が放送された[43][44]。
- TADA（英語: TADA、即興書家、『おびわんっ!』水曜 - 金曜MC） - 2023年4月22日放送分（#802）では「シン・防災DAY」の中継中に登場した[45][46][47]。
- 藤井貴彦（英語: Takahiko Fujii、元日本テレビアナウンサー → 現フリーアナウンサー） - 2023年8月19日放送分（#816）ではスペシャルゲストとして出演した[48]。前日（8月18日）の『news every.』（『ニュースevery日本海』）現地リポートでは鳥取砂丘（第1・3部、ローカル枠含む）、賀露みなと海水浴場（第2部）から生中継を行った。
- 土田翼（英語: Tsubasa Tsuchida、元NHK鳥取放送局アナウンサー → 現NHK名古屋放送局アナウンサー、NHK総合・鳥取『いろ★ドリ』メインキャスター） - 2024年3月2日放送分（#837）ではNHK総合・鳥取 『いろ★ドリ』との共同企画「スパイス!! × いろ★ドリ コラボスペシャル」（3月3日に日本海テレビとNHK総合・鳥取がともにテレビ放送開始65周年を迎えることによるもの）で岡村尚子とともに地域で長く愛されるお店を取材した[1]。
- 左右田禎子（英語: Sachiko Souta、元日本海テレビアナウンサー → 現KFB福島放送アナウンサー、土曜） - 2021年4月10日（#717）から2024年3月23日（#840）まで[49]。4月1日から編成局コンテンツ戦略部（主にWEBマガジンna-na（ナーナ）などを担当する部署）に異動、同年5月をもって退社、KFB福島放送に移籍。
- 三浦康暉（英語: Koki Miura、元日本海テレビアナウンサー、土曜） - 2024年9月14日（#860）まで。同年9月30日をもって退社[50][51]。
- 谷口凛（英語: Rin Taniguchi、愛称：りん。日本海テレビ編成局コンテンツ戦略部、広報（na-naライター））[52] -  2024年10月19日放送分（#863）の「スパイス!! × na-na コラボスペシャル」では香港のオススメのスポットやグルメを紹介した[4][5][6]。2025年3月8日放送分（#879）の「観光列車あめつちでGO!春に行きたい二人旅」では奈羅尾玲子とともに鳥取駅 - 米子駅間を乗車した[8]。
- 綾瀬はるか（英語: Haruka Ayase、俳優） - 2024年11月2日放送分（#865）では、「映画「ルート29」の裏側を楽しむ」で、東京都内で独占インタビューした。
- 大沢一菜（英語: Kana Osawa、俳優） - 2024年11月2日放送分（#865）では、「映画「ルート29」の裏側を楽しむ」で、東京都内で独占インタビューした。
- 森井勇佑（英語: Yusuke Morii、映画監督） - 2024年11月2日放送分（#865）では、「映画「ルート29」の裏側を楽しむ」で、東京都内で独占インタビューした。
- 岩本泰平（英語: Taihei Iwamoto、日本海テレビアナウンサー） - 2025年1月18日放送分（#873）では山陰の民放テレビ局（日本海テレビ、TSKさんいん中央テレビ、BSS山陰放送（BSSテレビ））が共同で開催するイベント「わくわくテレビランド」会場のくにびきメッセ（島根県松江市）から生中継[7]。
- 藤井茉莉花（英語: Marika Fujii、BSS山陰放送アナウンサー） - 2025年1月18日放送分（#873）では山陰の民放テレビ局（日本海テレビ、TSKさんいん中央テレビ、BSS山陰放送（BSSテレビ））が共同で開催するイベント「わくわくテレビランド」会場のくにびきメッセ（島根県松江市）のBSS山陰放送（BSSテレビ）ブースから生中継[7]。
- 村上遥（英語: Haruka Murakami、TSKさんいん中央テレビアナウンサー） - 2025年1月18日放送分（#873）では山陰の民放テレビ局（日本海テレビ、TSKさんいん中央テレビ、BSS山陰放送（BSSテレビ））が共同で開催するイベント「わくわくテレビランド」会場のくにびきメッセ（島根県松江市）のTSKさんいん中央テレビブースから生中継[7]。
- 町田朱理（英語: Akari Machida、オフィス気象キャスター気象予報士・防災士。2025年3月21日まで日本海テレビ『One』に出演） - 2025年1月18日放送分（#873）では山陰の民放テレビ局（日本海テレビ、TSKさんいん中央テレビ、BSS山陰放送（BSSテレビ））が共同で開催するイベント「わくわくテレビランド」会場のくにびきメッセ（島根県松江市）の日本海テレビブース「教えて!町田朱理のお天気教室」から生中継[7][注 4]。
- 石原綾（英語: Ryo Ishihara、日本海テレビアナウンサー）[53][51] - 2024年9月28日放送分（#861）から2025年3月22日放送分（#881）まで。

## 主なコーナー

### 現在のコーナー（毎週）

#### 金曜
- 特集コーナー

#### 土曜
- 特集コーナー
- スパイスカフェ - ゲストコーナー
- ニュースクリップ - 1週間に起こった山陰関係のニュース・話題を「ストレイト」形式で紹介する。（休止の場合もある）

### 現在のコーナー（不定期）

#### 金曜
- 教えてドクター かけこみホスピタル ‐島根県立大学副学長で医学博士の山下一也先生による健康講座
- 中継コーナー ‐ 山陰各地のデパートなどで開催されている催し物を生中継で紹介するコーナー。各地の物産展や場合によっては（ズームインサタデー全国うまいもの博など）メインコーナーとして放送することもある。
- 金スパキッチン 今夜のおかず もう一品！ ‐鳥取市にあるたくみ割烹店の板前がテレビの前で実際に調理する企画

#### 土曜
- 中継コーナー - 山陰各地のデパートなどで開催されている催し物を生中継で紹介するコーナー。場合によっては（ズームインサタデー全国うまいもの博など）メインコーナーとして放送することもある。
- 庭からはじまるハッピーらいふ - 家庭で簡単に出来るガーデニングを紹介する。（月1回）
- スパイス!!特選グルメ便→厳選!おとり寄せ - 全国の日テレ系列局から取り寄せできる名産品を紹介する。場合によっては、特集コーナーの扱いとなることもある。
- 週末ごはん・魔法のスパイス - 家庭で簡単にできるカフェのメニューを紹介する。
- ランキングGOOD! - 最近の人気アイテム、スポットをランキング形式で定常（2015年10月から中尾アナ）が紹介。（定常アナはロケではメガネ姿で登場していた。）
- オシ麺 - 山陰両県の麺類がおいしいお店を出演者がリポート。

### 過去のコーナー
- ハイスクールららばい - 福谷が山陰両県の高校を訪ね、そこの人気者や特色がある部活動を紹介していたコーナー。
- 恋するお取り寄せ - 全国各地から人気の食べ物を取り寄せて紹介していたコーナー。
- エイガカイノ! - 改野が担当していた時代の映画情報コーナーのタイトル。後に改野が日本海テレビを退社したため、上記「エイガの缶詰」に変更された。
- 占スパ!
- スーパーめっけもん - 視聴者が見つけた「おもしろグッズ」や「おいしいスイーツ」などを紹介するコーナー。2008年2月16日放送分より『めっけもん』の題で開始し、2009年10月より同タイトルに変更された。
- 美ハンター - 高井が綺麗になる秘訣や綺麗になるアイテムなどを紹介するコーナー。
- 山陰ゆるキャラ王への道 - 同局のキャラクター・ぶっピィが山陰のゆるキャラたちと様々な競技で対決するコーナー。
- THE・銀中継 - 山陰の商店街を生中継で紹介するコーナー。
- スパイスキッチン「ひでまりごはん」
- ちょっとお邪魔します。 - 山陰各地の人気店および新しく誕生した店をリポートするコーナー。
- ふわふわあぐり -　2011年3月まで第4日曜日に放送されていた「旬感キャッチ!!」の後継コーナー。山口が鳥取県内の農産物を紹介する。（毎月最終土曜日）→2012年5月からは再び独立して、毎月第1日曜日の11:10 - 11:25の放送となる。
- エイガの缶詰 - 映画情報コーナー。下記「エイガカイノ!」から同タイトルへの変更直後は森山が担当していたが、現在は奈羅尾・殿垣内が担当。
- 旬めし - 今食べたい美味しいものを求めて山陰の名店を奈羅尾・殿垣内が訪ねる。
- トッキーノトコトコ日記 - 2012年1月から開始。2013年に鳥取県で開催された「全国植樹祭」の情報と、マスコットキャラクター「トッキーノ」の活動を日記風に伝えた。（休止の場合もある）
- 週刊ガイナーレ - 鳥取県を本拠地とするサッカークラブ・ガイナーレ鳥取の情報コーナー。元々は5分番組として放送されていたが、2015年3月14日放送分から「スパイス!!」内に移動した。2017年3月25日放送分をもって終了した。

## 備考
- 第1回目の放送直前、岡山は急性胃腸炎にかかってしまい、放送前日まで点滴を打って生放送に臨んだという。
- 2006年10月21日には、当日に『スポレクとっとり2006』開会式の生中継が行われたために放送休止になったが、その代替として、岡山が相方の小島弘章とコンビで出演した朝日放送の番組『きになるオセロ』2005年11月23日放送分が放送された。
- 2022年3月26日は、『島根県議会2月定例会ハイライト2月定例会を振り返って』（9:25 - 10:20）を放送のため、休止になった。
- 2022年4月2日は、日本テレビの単発特別番組枠『サンバリュ』の2022年1月23日放送分『サイエンスバトル理論武闘』（9:25 - 10:30）を放送のため、休止になった。
- 2023年9月30日は、日本海テレビ開局65周年記念番組『令和版 虎の穴 ～そこに飛び込む理由～』（放送自体は15:00 - 15:55、日テレ系列28局ネット）を放送のため、休止なったが、その代替として、9:25 - 9:30に『今日は虎の穴!』（事前番組）、9:30 - 10:30にガンバレルーヤがレギュラー出演している『1億3000万人のSHOWチャンネル』2023年3月4日放送分（再放送。ガンバレルーヤが下関駅から新大阪駅まで「TWILIGHT EXPRESS 瑞風」山陰コース（上り）に乗車。途中、乃木駅 - 松江駅間を走行中の車窓から日本海テレビ島根総局が見えた。）が放送された。
- 毎年10月 - 11月の全国高等学校サッカー選手権大会鳥取県大会決勝戦開催日ならびに全国高等学校サッカー選手権大会島根県大会決勝戦開催日（中継自体はいずれも土曜11:55 - 13:50（最大延長30分）。公式YouTube・日テレ無料TADA!・TVer（アプリを除く）・スポーツブルでも配信）には、スタッフ確保のため放送休止になる。ただし、2024年は11月2日（鳥取県大会決勝戦。実際は悪天候のため11月4日に順延され、公式YouTube・日テレ無料TADA!・TVer（アプリを除く）・スポーツブルでの配信のみとなった）は通常通り放送し、11月9日（島根県大会決勝戦。決勝戦のみ島根県立サッカー場（島根県益田市）で開催されているため（準決勝までは出雲市または松江市））のみ休止になった。